# Lauri Koho
Lauri Anselm Koho, född 23 mars 1926 i Kronoborg, död 5 april 2014 i Villmanstrand, var en finländsk militär och generallöjtnant (1981).
Koho genomgick Kadettskolan 1946–1947 och Krigshögskolan 1957–1959, studerade i England 1961–1962 och i Frankrike 1962 samt vid FN:s internationella kurser 1965 och 1972. I skolåldern tillhörde han Elisenvaara skyddskårs soldatgossar och deltog senare som frivillig i både vinter- och fortsättningskriget på Karelska näset och i Östkarelen.
Efter krigshögskolan tjänstgjorde Koho som biträdande militärattaché i London och Washington. Sin internationella karriär gjorde han emellertid inom FN, först vid Finlands representation i New York 1963–1965 och därefter som generalsekreterare Kurt Waldheims rådgivare i militära ärenden från 1965 till 1977. Åren 1967–1968 var Koho även militärrådgivare hos Gunnar Jarring, generalsekreterarens särskilda representant för Mellersta Östern. I hemlandet var han 1981–1986 kommendör för Egentliga Finlands militärlän.